# Man to Man (film, 2005)
Pour les articles homonymes, voir Man to Man.
Ne doit pas être confondu avec Man to Man (film, 1922).
Pour plus de détails, voir Fiche technique et Distribution.
Man to Man est un  drame historique réalisé par Régis Wargnier sur un scénario de l'écrivain écossais William Boyd. Il a été projeté pour la première fois lors de la Berlinale de 2005.

## Sypnosis
En 1870, en Afrique centrale, Jamie Dodd, un anthropologue écossais, en compagnie d'Elena van den Ende et de troupes africaines, capture deux jeunes pygmées, un homme et une femme, tombés dans un piège en pleine jungle.
Les deux européens ramènent leurs deux « nains sauvages » au Royaume-Uni où Jamie Dodd retrouve ses collègues et amis, Fraser McBride et Alexander Auchinleck, également anthropologue et scientifique. Ensemble ils étudient les deux pygmées alors âgés d'une vingtaine d'années.
Jamie Dodd, découvrant peu à peu leur sensibilité et leur intelligence, s'acharnera à prouver que ces indigènes sont des hommes à part entière, et non des animaux destinés à faire sensation dans les zoos comme bêtes de foire, ce que souhaitent au contraire démontrer à tout prix ses deux confrères Fraser McBride et Alexander Auchinleck.

## Fiche technique
- Réalisé par : Régis Wargnier
- Scénario : William Boyd, Régis Warnier, Frédéric Fougea et Michel Fessler
- Décors : Maria Djurkovic
- Costume : Pierre-Yves Gayraud
- Directeur de la photographie : Laurent Dailland
- Son : Guillaume Sciama (Patrice Grisolet, François Groult, Hervé Buirette)
- Montage : Yann Malcor
- Musique : Patrick Doyle
- Direction musicale : James Shearman
- Musique interprétée par The London Symphony Orchestra
- Coiffures et maquillages : Daniel Phillips
- Directeur de casting : Celestia Fox
- Producteurs : Farid Lahouassa et Aïssa Djabri
- Directeur de production : Gérard Crosnier
- Producteur exécutif : Steve Clark Hall
- Sociétés de production : Vertigo Productions, Skyline (Man To Man) LTD, France 2 cinéma, France 3 cinéma, Boréales 2005
- Distribution : ARP Sélection, Wild Bunch
- Format : 2.35 : 1 - couleur
- Durée 122 min.
- Langue : anglais
- Sortie en France : 13 avril 2005.

## Distribution
- Joseph Fiennes (VF : Dimitri Rataud) : Jamie Dodd
- Kristin Scott Thomas (VF : elle-même) : Elena van den Ende
- Iain Glen (VF : Christian Gonon) : Alexander Auchinleck
- Hugh Bonneville (VF : Luc-Antoine Diquéro) : Fraser McBride
- Lomama Boseki (VF : Ricky Tribord) : Toko
- Cécile Bayiha (VF : Martine Maximin) : Likola
- Flora Montgomery (VF : Chloé Lambert) : Abigail McBride
- Patrick Mofokeng (VF : Emile Abossolo M'bo) : Zachary
- Alistair Petrie (VF : Arnaud Bedouët) : Beckinsale
- Hubert Saint-Macary : comte de Verchemont
- Mathew Zajac (VF : Christian Ruche) : Hector Duncan
- William McBain : Angus
- Robin Smith : Douglas
- Theo Landey : Purvis
- Ron Donachie (VF : Claude Brosset) : Sir Walter Stephenson

## Anecdotes
- Avant que Joseph Fiennes n'eût son rôle de Jamie Dodd, Régis Wargnier voulait absolument que ce fût Clive Owen, mais ce dernier avait son agenda très chargé. En revanche, le réalisateur a apprécié l'acteur sélectionné par son regard, sa sensibilité.
- William Boyd et Régis Wargnier sont amis depuis longtemps.

## Distinction
- Berlinale 2005 : sélection officielle